# Liste der Nummer-eins-Hits in Schweden (2020)
Dies ist eine Liste der Nummer-eins-Hits in Schweden im Jahr 2020. Sie basiert auf den offiziellen Single Top 100 und Album Top 60, die im Auftrag der Grammofon Leverantörernas Förening (GLF), einem schwedischen Vertreter der IFPI, erstellt werden.

## Singles
| ← 2019 ← | Liste der Nummer-eins-Hits in Schweden | Liste der Nummer-eins-Hits in Schweden | Liste der Nummer-eins-Hits in Schweden | 2021 → |
| \| Zeitraum \| Wo. ges. \| Interpret \| Titel Autor(en) \| Zusätzliche Informationen \| \| (Zeitraum, Wochen auf Platz eins, Interpret, Titel, Autor[en], zusätzliche Informationen) \| \| \| \| \| \| ----------------------------------------------------------------------------------------- \| -------- \| ------------------------ \| --------------------------------------------------------------------------------------------------------------------------------------------------------------------------------- \| ----------------------------------------------------------------------------------------------------------------------------------------------- \| \| 27. Dezember 2019 – 2. Januar 2020 1 Woche (insgesamt 17) \| 17 \| Wham! \| Last Christmas George Michael \| – \| \| 3. Januar 2020 – 9. Januar 2020 1 Woche (insgesamt 2) \| 2 \| Yasin & Dree Low \| XO Musik: Yonas Michael Yohannes; Text: Salah Abdi Abdulle, Yasin Abdullahi Mahamoud \| – \| \| 10. Januar 2020 – 16. Januar 2020 1 Woche (insgesamt 10) \| 10 \| The Weeknd \| Blinding Lights Abel Tesfaye, Ahmad Balshe, Jason Quenneville, Max Martin, Oscar Holter \| – \| \| 17. Januar 2020 – 23. Januar 2020 1 Woche \| 1 \| Hov1 \| Mitten av September Lisa Linnea Brolander, Jens Eric Resch Thomason, Dante Sebastian Lindhe, Noel Johan Ossian Flike, Ludwig Per Johan Kronstrand, Axel William Liljefors Jansson \| – \| \| 24. Januar 2020 – 12. März 2020 7 Wochen (insgesamt 14) \| 14 \| Victor Leksell \| Svag Carl Wilhelm Anton Silvergran, Felix Kie Dietrich Flygare Floderer, Kevin Magnus Alexander Hoegdahl, Victor Lars Andreas Leksell, Niklas Carson-Mattson \| – \| \| 13. März 2020 – 19. März 2020 1 Woche \| 1 \| The Mamas \| Move Melanie Wehbe, Patrik Jean, Herman Gardarfve \| Gewinner des Melodifestivalen 2020 und somit schwedischer Beitrag zum Eurovision Song Contest 2020, der pandemiebedingt abgesagt werden musste. \| \| 20. März 2020 – 26. März 2020 1 Woche (insgesamt 14) \| 14 \| Victor Leksell \| Svag Carl Wilhelm Anton Silvergran, Felix Kie Dietrich Flygare Floderer, Kevin Magnus Alexander Hoegdahl, Victor Lars Andreas Leksell, Niklas Carson-Mattson \| – \| \| 27. März 2020 – 7. Mai 2020 6 Wochen (insgesamt 10) \| 10 \| The Weeknd \| Blinding Lights Abel Tesfaye, Ahmad Balshe, Jason Quenneville, Max Martin, Oscar Holter \| – \| \| 8. Mai 2020 – 14. Mai 2020 1 Woche (insgesamt 14) \| 14 \| Victor Leksell \| Svag Carl Wilhelm Anton Silvergran, Felix Kie Dietrich Flygare Floderer, Kevin Magnus Alexander Hoegdahl, Victor Lars Andreas Leksell, Niklas Carson-Mattson \| – \| \| 15. Mai 2020 – 4. Juni 2020 3 Wochen (insgesamt 10) \| 10 \| The Weeknd \| Blinding Lights Abel Tesfaye, Ahmad Balshe, Jason Quenneville, Max Martin, Oscar Holter \| – \| \| 5. Juni 2020 – 2. Juli 2020 4 Wochen (insgesamt 14) \| 14 \| Victor Leksell \| Svag Carl Wilhelm Anton Silvergran, Felix Kie Dietrich Flygare Floderer, Kevin Magnus Alexander Hoegdahl, Victor Lars Andreas Leksell, Niklas Carson-Mattson \| – \| \| 3. Juli 2020 – 27. August 2020 8 Wochen \| 8 \| Jawsh 685 & Jason Derulo \| Savage Love (Laxed – Siren Beat) Jacob Kasher Hindlin, Jason Derulo, Joshua Nanai, Philippe Greiss \| – \| \| 28. August 2020 – 3. September 2020 1 Woche (insgesamt 14) \| 14 \| Victor Leksell \| Svag Carl Wilhelm Anton Silvergran, Felix Kie Dietrich Flygare Floderer, Kevin Magnus Alexander Hoegdahl, Victor Lars Andreas Leksell, Niklas Carson-Mattson \| – \| \| 4. September 2020 – 5. November 2020 9 Wochen (insgesamt 10) \| 10 \| 24kGoldn feat. Iann Dior \| Mood Golden Von Jones, Michael Olmo, Keegan Bach, Omer Fedi, Blake Slatkin \| – \| \| 6. November 2020 – 12. November 2020 1 Woche \| 1 \| Benjamin Ingrosso \| Långsamt farväl Mauro Scocco \| – \| \| 13. November 2020 – 19. November 2020 1 Woche (insgesamt 10) \| 10 \| 24kGoldn feat. Iann Dior \| Mood Golden Von Jones, Michael Olmo, Keegan Bach, Omer Fedi, Blake Slatkin \| – \| \| 20. November 2020 – 17. Dezember 2020 4 Wochen \| 4 \| Miriam Bryant & Yasin \| Ge upp igen Elias Kapari, Miriam Bryant, Yasin Abdullahi Mahamoud \| – \| \| 18. Dezember 2020 – 24. Dezember 2020 1 Woche (insgesamt 3) \| 3 \| Newkid \| Du måste finnas Benny Goran Bror Andersson, Björn K. Ulvaeus \| – \| \| 25. Dezember 2020 – 31. Dezember 2020 1 Woche (insgesamt 10) \| 10 \| Mariah Carey \| All I Want for Christmas Is You Walter N. Afanasieff, Mariah Carey \| – \| |                                        |                                        | | |
| ← 2019 |                                        |                                        | | → 2021 → |
| Zeitraum | Wo. ges.                               | Interpret                              | Titel Autor(en) | Zusätzliche Informationen |
| (Zeitraum, Wochen auf Platz eins, Interpret, Titel, Autor[en], zusätzliche Informationen) |                                        |                                        | | |
| 27. Dezember 2019 – 2. Januar 2020 1 Woche (insgesamt 17) | 17                                     | Wham!                                  | Last Christmas George Michael | – |
| 3. Januar 2020 – 9. Januar 2020 1 Woche (insgesamt 2) | 2                                      | Yasin & Dree Low                       | XO Musik: Yonas Michael Yohannes; Text: Salah Abdi Abdulle, Yasin Abdullahi Mahamoud                                                                                              | – |
| 10. Januar 2020 – 16. Januar 2020 1 Woche (insgesamt 10) | 10                                     | The Weeknd                             | Blinding Lights Abel Tesfaye, Ahmad Balshe, Jason Quenneville, Max Martin, Oscar Holter                                                                                           | – |
| 17. Januar 2020 – 23. Januar 2020 1 Woche | 1                                      | Hov1                                   | Mitten av September Lisa Linnea Brolander, Jens Eric Resch Thomason, Dante Sebastian Lindhe, Noel Johan Ossian Flike, Ludwig Per Johan Kronstrand, Axel William Liljefors Jansson | – |
| 24. Januar 2020 – 12. März 2020 7 Wochen (insgesamt 14) | 14                                     | Victor Leksell                         | Svag Carl Wilhelm Anton Silvergran, Felix Kie Dietrich Flygare Floderer, Kevin Magnus Alexander Hoegdahl, Victor Lars Andreas Leksell, Niklas Carson-Mattson                      | – |
| 13. März 2020 – 19. März 2020 1 Woche | 1                                      | The Mamas                              | Move Melanie Wehbe, Patrik Jean, Herman Gardarfve | Gewinner des Melodifestivalen 2020 und somit schwedischer Beitrag zum Eurovision Song Contest 2020, der pandemiebedingt abgesagt werden musste. |
| 20. März 2020 – 26. März 2020 1 Woche (insgesamt 14) | 14                                     | Victor Leksell                         | Svag Carl Wilhelm Anton Silvergran, Felix Kie Dietrich Flygare Floderer, Kevin Magnus Alexander Hoegdahl, Victor Lars Andreas Leksell, Niklas Carson-Mattson                      | – |
| 27. März 2020 – 7. Mai 2020 6 Wochen (insgesamt 10) | 10                                     | The Weeknd                             | Blinding Lights Abel Tesfaye, Ahmad Balshe, Jason Quenneville, Max Martin, Oscar Holter                                                                                           | – |
| 8. Mai 2020 – 14. Mai 2020 1 Woche (insgesamt 14) | 14                                     | Victor Leksell                         | Svag Carl Wilhelm Anton Silvergran, Felix Kie Dietrich Flygare Floderer, Kevin Magnus Alexander Hoegdahl, Victor Lars Andreas Leksell, Niklas Carson-Mattson                      | – |
| 15. Mai 2020 – 4. Juni 2020 3 Wochen (insgesamt 10) | 10                                     | The Weeknd                             | Blinding Lights Abel Tesfaye, Ahmad Balshe, Jason Quenneville, Max Martin, Oscar Holter                                                                                           | – |
| 5. Juni 2020 – 2. Juli 2020 4 Wochen (insgesamt 14) | 14                                     | Victor Leksell                         | Svag Carl Wilhelm Anton Silvergran, Felix Kie Dietrich Flygare Floderer, Kevin Magnus Alexander Hoegdahl, Victor Lars Andreas Leksell, Niklas Carson-Mattson                      | – |
| 3. Juli 2020 – 27. August 2020 8 Wochen | 8                                      | Jawsh 685 & Jason Derulo               | Savage Love (Laxed – Siren Beat) Jacob Kasher Hindlin, Jason Derulo, Joshua Nanai, Philippe Greiss                                                                                | – |
| 28. August 2020 – 3. September 2020 1 Woche (insgesamt 14) | 14                                     | Victor Leksell                         | Svag Carl Wilhelm Anton Silvergran, Felix Kie Dietrich Flygare Floderer, Kevin Magnus Alexander Hoegdahl, Victor Lars Andreas Leksell, Niklas Carson-Mattson                      | – |
| 4. September 2020 – 5. November 2020 9 Wochen (insgesamt 10) | 10                                     | 24kGoldn feat. Iann Dior               | Mood Golden Von Jones, Michael Olmo, Keegan Bach, Omer Fedi, Blake Slatkin | – |
| 6. November 2020 – 12. November 2020 1 Woche | 1                                      | Benjamin Ingrosso                      | Långsamt farväl Mauro Scocco | – |
| 13. November 2020 – 19. November 2020 1 Woche (insgesamt 10) | 10                                     | 24kGoldn feat. Iann Dior               | Mood Golden Von Jones, Michael Olmo, Keegan Bach, Omer Fedi, Blake Slatkin | – |
| 20. November 2020 – 17. Dezember 2020 4 Wochen | 4                                      | Miriam Bryant & Yasin                  | Ge upp igen Elias Kapari, Miriam Bryant, Yasin Abdullahi Mahamoud | – |
| 18. Dezember 2020 – 24. Dezember 2020 1 Woche (insgesamt 3) | 3                                      | Newkid                                 | Du måste finnas Benny Goran Bror Andersson, Björn K. Ulvaeus | – |
| 25. Dezember 2020 – 31. Dezember 2020 1 Woche (insgesamt 10) | 10                                     | Mariah Carey                           | All I Want for Christmas Is You Walter N. Afanasieff, Mariah Carey | – |

## Alben
| ← 2019 ← | Liste der Nummer-eins-Hits in Schweden | Liste der Nummer-eins-Hits in Schweden | Liste der Nummer-eins-Hits in Schweden | 2021 →                    |
| \| Zeitraum \| Wo. ges. \| Interpret \| Titel \| Zusätzliche Informationen \| \| (Zeitraum, Wochen auf Platz eins, Interpret, Titel, zusätzliche Informationen) \| \| \| \| \| \| ------------------------------------------------------------------------------ \| -------- \| ----------------- \| ----------------------------------- \| ------------------------- \| \| 27. Dezember 2019 – 2. Januar 2020 1 Woche (insgesamt 6) \| 6 \| Michael Bublé \| Christmas \| – \| \| 3. Januar 2020 – 16. Januar 2020 2 Wochen \| 2 \| Yasin \| Handen under Mona Lisas kjol (Pt:1) \| – \| \| 17. Januar 2020 – 20. Februar 2020 5 Wochen \| 5 \| Hov1 \| Montague \| – \| \| 21. Februar 2020 – 27. Februar 2020 1 Woche \| 1 \| Justin Bieber \| Changes \| – \| \| 28. Februar 2020 – 5. März 2020 1 Woche \| 1 \| Ozzy Osbourne \| Ordinary Man \| – \| \| 6. März 2020 – 12. März 2020 1 Woche \| 1 \| Asme \| Blodigt \| – \| \| 13. März 2020 – 26. März 2020 2 Wochen \| 2 \| Dree Low \| Flawless 2 \| – \| \| 27. März 2020 – 21. Mai 2020 8 Wochen \| 8 \| The Weeknd \| After Hours \| – \| \| 22. Mai 2020 – 28. Mai 2020 1 Woche \| 1 \| Håkan Hellström \| Rampljus Vol. 1 \| – \| \| 29. Mai 2020 – 25. Juni 2020 4 Wochen \| 4 \| Yasin \| 98.01.11 \| – \| \| 26. Juni 2020 – 8. Oktober 2020 15 Wochen (insgesamt 26) \| 26 \| Viktor Leksell \| Fånga mig när jag faller \| – \| \| 9. Oktober 2020 – 15. Oktober 2020 1 Woche \| 1 \| Einár \| Unge med extra energi \| – \| \| 16. Oktober 2020 – 22. Oktober 2020 1 Woche \| 1 \| Yasin \| More to Life \| – \| \| 23. Oktober 2020 – 29. Oktober 2020 1 Woche (insgesamt 26) \| 26 \| Viktor Leksell \| Fånga mig när jag faller \| – \| \| 30. Oktober 2020 – 5. November 2020 1 Woche \| 1 \| Bruce Springsteen \| Letter to You \| – \| \| 6. November 2020 – 12. November 2020 1 Woche (insgesamt 26) \| 26 \| Viktor Leksell \| Fånga mig när jag faller \| – \| \| 13. November 2020 – 19. November 2020 1 Woche \| 1 \| Per Gessle \| Gammal kärlek rostar aldrig \| – \| \| 20. November 2020 – 26. November 2020 1 Woche \| 1 \| AC/DC \| Power Up \| – \| \| 27. November 2020 – 3. Dezember 2020 1 Woche (insgesamt 26) \| 26 \| Viktor Leksell \| Fånga mig när jag faller \| – \| \| 4. Dezember 2020 – 10. Dezember 2020 1 Woche \| 1 \| Ulf Lundell \| Telegram \| – \| \| 11. Dezember 2020 – 24. Dezember 2020 2 Wochen (insgesamt 26) \| 26 \| Viktor Leksell \| Fånga mig när jag faller \| – \| \| 25. Dezember 2020 – 31. Dezember 2020 1 Woche (insgesamt 6) \| 6 \| Michael Bublé \| Christmas \| – \| |                                        |                                        |                                        |                           |
| ← 2019 |                                        |                                        |                                        | → 2021 →                  |
| Zeitraum | Wo. ges.                               | Interpret                              | Titel                                  | Zusätzliche Informationen |
| (Zeitraum, Wochen auf Platz eins, Interpret, Titel, zusätzliche Informationen) |                                        |                                        |                                        |                           |
| 27. Dezember 2019 – 2. Januar 2020 1 Woche (insgesamt 6) | 6                                      | Michael Bublé                          | Christmas                              | –                         |
| 3. Januar 2020 – 16. Januar 2020 2 Wochen | 2                                      | Yasin                                  | Handen under Mona Lisas kjol (Pt:1)    | –                         |
| 17. Januar 2020 – 20. Februar 2020 5 Wochen | 5                                      | Hov1                                   | Montague                               | –                         |
| 21. Februar 2020 – 27. Februar 2020 1 Woche | 1                                      | Justin Bieber                          | Changes                                | –                         |
| 28. Februar 2020 – 5. März 2020 1 Woche | 1                                      | Ozzy Osbourne                          | Ordinary Man                           | –                         |
| 6. März 2020 – 12. März 2020 1 Woche | 1                                      | Asme                                   | Blodigt                                | –                         |
| 13. März 2020 – 26. März 2020 2 Wochen | 2                                      | Dree Low                               | Flawless 2                             | –                         |
| 27. März 2020 – 21. Mai 2020 8 Wochen | 8                                      | The Weeknd                             | After Hours                            | –                         |
| 22. Mai 2020 – 28. Mai 2020 1 Woche | 1                                      | Håkan Hellström                        | Rampljus Vol. 1                        | –                         |
| 29. Mai 2020 – 25. Juni 2020 4 Wochen | 4                                      | Yasin                                  | 98.01.11                               | –                         |
| 26. Juni 2020 – 8. Oktober 2020 15 Wochen (insgesamt 26) | 26                                     | Viktor Leksell                         | Fånga mig när jag faller               | –                         |
| 9. Oktober 2020 – 15. Oktober 2020 1 Woche | 1                                      | Einár                                  | Unge med extra energi                  | –                         |
| 16. Oktober 2020 – 22. Oktober 2020 1 Woche | 1                                      | Yasin                                  | More to Life                           | –                         |
| 23. Oktober 2020 – 29. Oktober 2020 1 Woche (insgesamt 26) | 26                                     | Viktor Leksell                         | Fånga mig när jag faller               | –                         |
| 30. Oktober 2020 – 5. November 2020 1 Woche | 1                                      | Bruce Springsteen                      | Letter to You                          | –                         |
| 6. November 2020 – 12. November 2020 1 Woche (insgesamt 26) | 26                                     | Viktor Leksell                         | Fånga mig när jag faller               | –                         |
| 13. November 2020 – 19. November 2020 1 Woche | 1                                      | Per Gessle                             | Gammal kärlek rostar aldrig            | –                         |
| 20. November 2020 – 26. November 2020 1 Woche | 1                                      | AC/DC                                  | Power Up                               | –                         |
| 27. November 2020 – 3. Dezember 2020 1 Woche (insgesamt 26) | 26                                     | Viktor Leksell                         | Fånga mig när jag faller               | –                         |
| 4. Dezember 2020 – 10. Dezember 2020 1 Woche | 1                                      | Ulf Lundell                            | Telegram                               | –                         |
| 11. Dezember 2020 – 24. Dezember 2020 2 Wochen (insgesamt 26) | 26                                     | Viktor Leksell                         | Fånga mig när jag faller               | –                         |
| 25. Dezember 2020 – 31. Dezember 2020 1 Woche (insgesamt 6) | 6                                      | Michael Bublé                          | Christmas                              | –                         |